# Culicoides kettlei
Culicoides kettlei är en tvåvingeart som beskrevs av Breidenbaugh och Mullens 1999. Culicoides kettlei ingår i släktet Culicoides och familjen svidknott. Inga underarter finns listade i Catalogue of Life.